# Xai-Xai
Xai-Xai es uno de los doce distritos que forman la provincia de Gaza en la zona meridional de Mozambique, región fronteriza con las provincias de Manica, de Inhambane y de Maputo. 
Región ribereña del océano Índico y fronteriza con Zimbabue (Provincia de Masvingo) y Sudáfrica (Provincia de Limpopo) que geográficamente pertenece a la ecorregión de salobral del Zambeze en la cuenca del río Limpopo.
La sede de este distrito es la villa de Chicumbane.

## Historia

### Dominio portugués
Xai-Xai, anteriormente João Belo, se desarrolló a principios de 1900, bajo el dominio portugués, como un puerto complementario de Lourenço Marques (actualmente Maputo), aunque su importancia económica nunca estuvo a la par con la ciudad más grande de Mozambique. Antes de la independencia de Portugal en 1975, Xai-Xai era conocido como João Belo, en la Provincia de Mozambique en el extranjero. João Belo creció y se desarrolló bajo el dominio portugués como un puerto, centro agrícola e industrial (el arroz y el anacardo se cosechaban y procesaban), un proveedor de servicios, incluido un hospital y una banca de distrito, y un centro administrativo. El turismo también era importante con playas y hoteles. En 1970, la ciudad tenía 63.949 habitantes.

### Post-independence from Portugal
Xai-Xai fue afectado por las inundaciones del 2000 en Limpopo, con algunos edificios a 3 metros (10 pies) bajo el agua.  Sin embargo, poco después de que las aguas que retrocedieran, la ciudad se abrió de nuevo.

## Geografía
Tiene cerca de 116.000 habitantes. Está a 224 km de la capital, Maputo. Es un lugar muy turístico gracias a su playa, con el mismo nombre, a 10 km de la ciudad, a la que se puede acceder por una carretera asfaltada.

## División administrativa
Este distrito formado por catorce localidades, se divide en puestos administrativos (posto administrativo), con la siguiente población censada en 2005:
- Chicumbane, sede, 87 882 (Chirindzene, Nuvunguene, Muwawaswe y Muzingane).
- Chongoene, 87 451 (Maciene, Siaia, Nhacutse y Banhine).
- Zonguene, 30 936 (24 de julio, Chilaulene y Nhabanga).

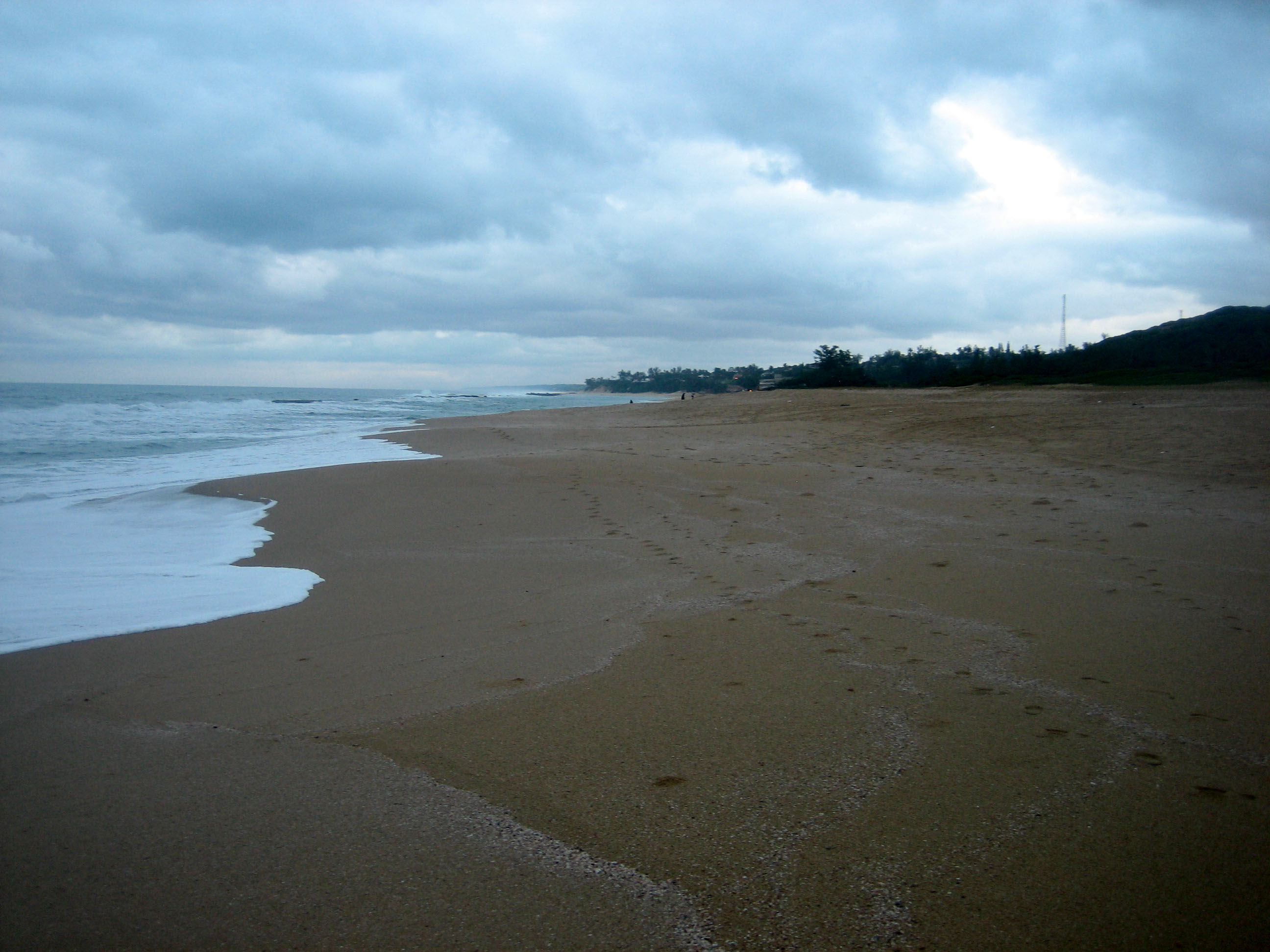
Playa en Xai-Xai.

El río Limpopo pasa al lado de la ciudad en una extensa y verduzca planicie donde se cultiva arroz. 
Tanto la provincia, como el municipio tiene un gobierno local electo.
Es conocida como una ciudad portuaria.